# Ronja Stern
Ronja Stern (* 29. Juni 1997) ist eine Schweizer Badmintonspielerin.

## Laufbahn
Nach einigen Erfolgen in der Jugend wurde sie 2022 gemeinsam mit Nicolas A. Müller Schweizer Meister im Mixed und gewann gleichzeitig auch noch die Damenkonkurrenz.
Im Verein spielte sie für Team Argovia. 2018 wechselte sie zum 1. BC Beuel, hatte dann aber 3 Jahre mit Verletzungen zu kämpfen, die sie weit zurückwarfen. Mit der Möglichkeit der doppelten (später mehrfachen) Spielberechtigung spielt sie seit der Saison 2021/2022 zusätzlich zum Team Argovia auch beim Badminton Club Remagen in der 2. Bundesliga Süd.